# Emmanuel Durlet
 (juillet 2014).
Emmanuel Durlet (1893-1977) est un pianiste et compositeur belge.

## Biographie
Emmanuel Durlet, né à Anvers le 11 octobre 1893 et décédé en 1977 fut pianiste, pédagogue du piano et compositeur. Il fut professeur de piano de 1920 à 1959 au Conservatoire royal flamand de musique d'Anvers, qui organise ce concours. Il est le petit-fils de l'architecte François-André Durlet, qui fonda le Musée Steen (Anvers) et mena les travaux de restauration de la Cathédrale Notre-Dame d'Anvers.

## Prix international Emmanuel Durlet
Le Prix international Emmanuel Durlet pour piano est fondé en 1978 par Juliane Castro, ancienne élève d'Emmanuel Durlet. Ce concours est triennal et accessible aux pianistes de toutes nationalités, âgés entre 16 et 29 ans. Il est doté de 12 600 € de prix, dont 5 000 € pour le lauréat du concours. Le jury est composé d’un président, assisté d'au minimum quatre membres, tous pianistes belges et étrangers. Les participants doivent jouer des œuvres du répertoire courant et des compositions originales d'Emmanuel Durlet. La dernière édition du concours a lieu en 2005.

### Prix supplémentaires
Des prix supplémentaires sont décernés à cette occasion :
- Prix pour la meilleure interprétation de l'œuvre imposée ;
- Prix de la presse musicale belge (décerné par un jury composé de membres de la presse musicale belge ;
- Prix du public.

### Lauréats
- 1979 : Cécile Muller - Belgique
- 1981 : Eliane Rodrigues - Brésil
- 1983 : Luc Devos - Belgique
- 1985 : Nigel Hill - Angleterre
- 1987 : Rita Degraeuwe - Belgique
- 1989 : Jan Michiels - Belgique
- 1991 : ex æquo : Stefaan De Schepper et Thomas Dieltjens - Belgique
- 1993 : Mikhaïl Trushechkin - Russie
- 1996 : Yasuko Toba - Japon Autriche
- 1999 : Irene Russo - Italie
- 2002 : Lucas Blondeel - Belgique
- 2005 : Olga Kotlyarova - Russie